# 라이트온

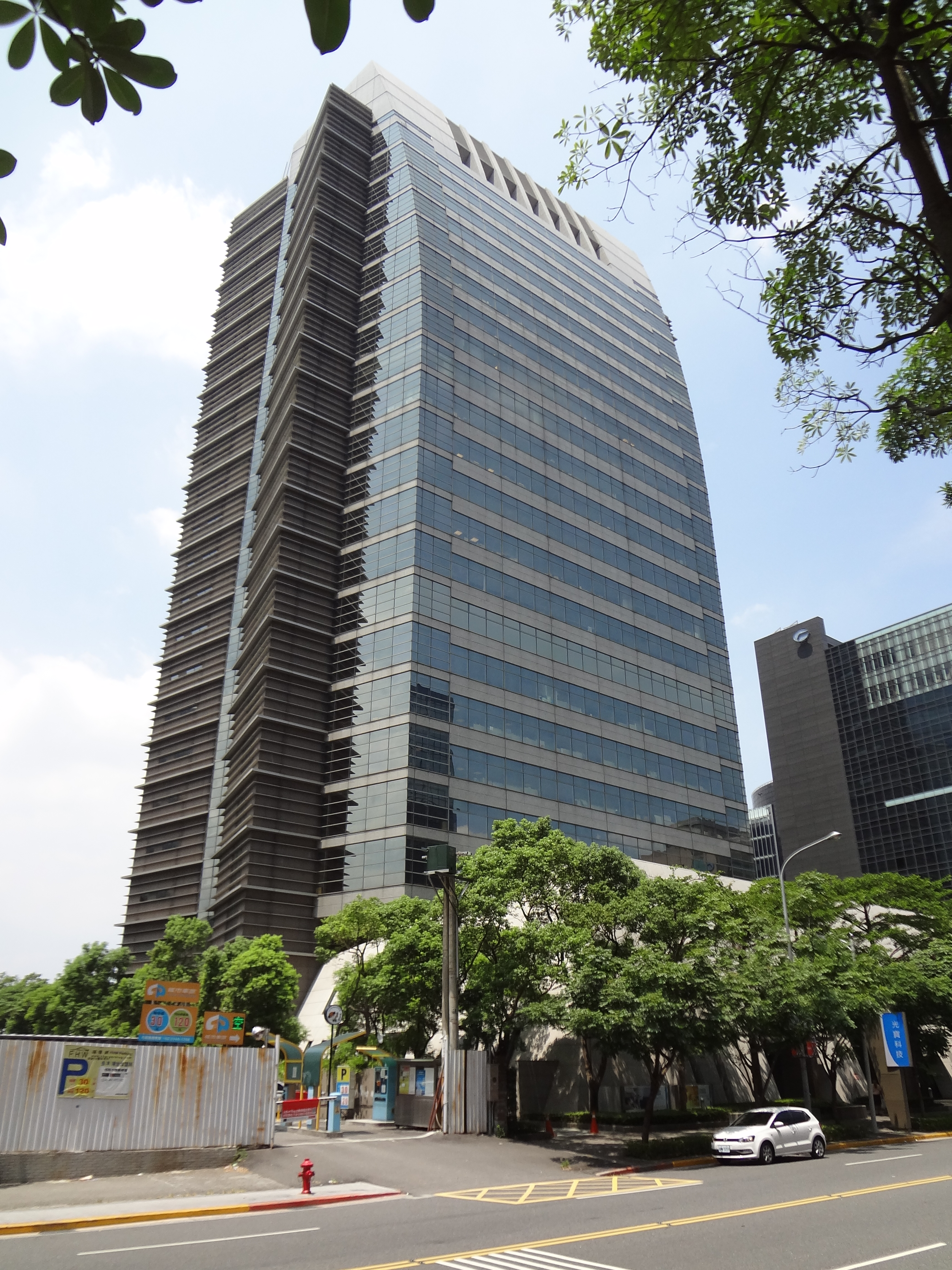
라이트온 테크놀로지 코퍼레이션

라이트온(Lite-On, LiteOn, LiteON)은
개개의 기업들(주로 대만의 기업)의 컴퓨터 스토리지 장치 기업으로, 주로 LED, 반도체, 컴퓨터 샤시, 모니터, 메인보드, DVD, CD 장치, 기타 전자 부품들을 포함한 소비자용 전자기기들을 제조한다.

## 역사
라이트온은 과거 텍사스 인스트루먼트에서 일했던 타이완 출신의 직원들에 의해 1975년 시작되었다. 초창기 사업은 광학 제품(LED)이었다. 이후 Power Conversion 부서를 시작함으로써 컴퓨터 전원공급장치로 분야를 확장하였다. 다른 부서들 또한 잇따라 추가되었다.
1983년에 라이트온 일렉트로닉스는 주식 코드 2301과 더불어 타이완 증권거래소에 등재된 최초의 기술 기업으로서 공개 공모(IPO)를 발행하였다. 2003년 라이트온은 드래곤 그룹을 인도네시아의 유일한 배급자로 선정하였다. 2006년 라이트온 IT 코퍼레이션은 벤큐 코퍼레이션의 광학 디스크 드라이브 부문을 인수함으로써 세계 최고의 3대 ODD 제조업체 가운데 하나가 되었다.
2007년 3월, 라이트온 IT 코퍼레이션은 자사의 광학 디스크 드라이브 부서를 위해 필립스와 "필립스 & 라이트온 디지털 솔루션스 코퍼레이션"(Philips & Lite-On Digital Solutions Corporation, PLDS)라는 이름의 조인트 벤처를 설립하였다.

## 같이 보기
- 대만의 기업 목록